# Lambda Sagittarii
Lambda Sagittarii (Kaus Borealis, 22 Sagittarii) é uma estrela na direção da constelação de Sagittarius. Possui uma ascensão reta de 18h 27m 58.27s e uma declinação de −25° 25′ 16.5″. Sua magnitude aparente é igual a 2.82. Considerando sua distância de 77 anos-luz em relação à Terra, sua magnitude absoluta é igual a 0.95. Pertence à classe espectral K1IIIb.